# Alsen, Krokoms kommun
Alsen (Jämtska: Ałsne [æ̀ː.ʂn̥]) är en småort och kyrkby i Alsens distrikt (Alsens socken) i Krokoms kommun. Alsens kyrka ligger i byn. Orten är belägen vid Alsensjön.

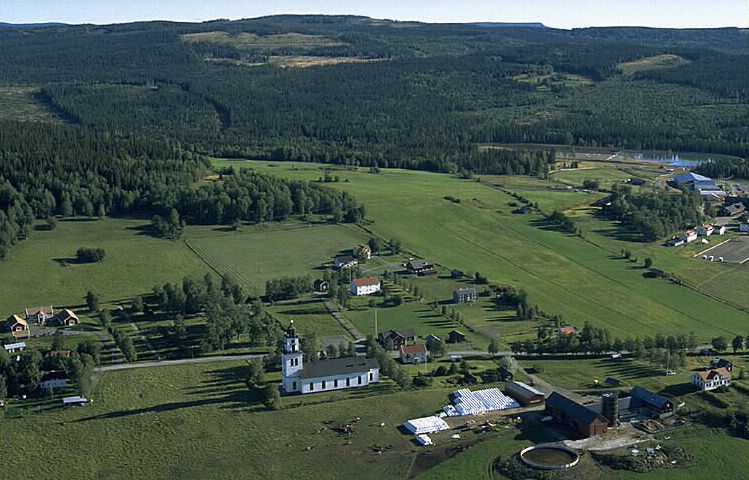
Alsen och Alsens kyrka.